# Parco del Sole
Il parco del Sole, ufficialmente Parco Chico Mendez, è un parco pubblico dell'Aquila.

## Storia
La realizzazione del parco del Sole è relativamente recente; l'area è stata allestita nella seconda metà del XX secolo in connessione e continuazione dei giardini pubblici della vicina Villa comunale. Ha ospitato negli anni numerosi eventi, legati per lo più alla Perdonanza Celestiniana, essendo il parco posto a valle della basilica di Santa Maria di Collemaggio. Tra il 2016 e il 2018, in seguito al terremoto del 2009 e alla ricostruzione della basilica, è stato sottoposto ad un corposo rifacimento, venendo riaperto al pubblico il 6 agosto 2018.

## Descrizione

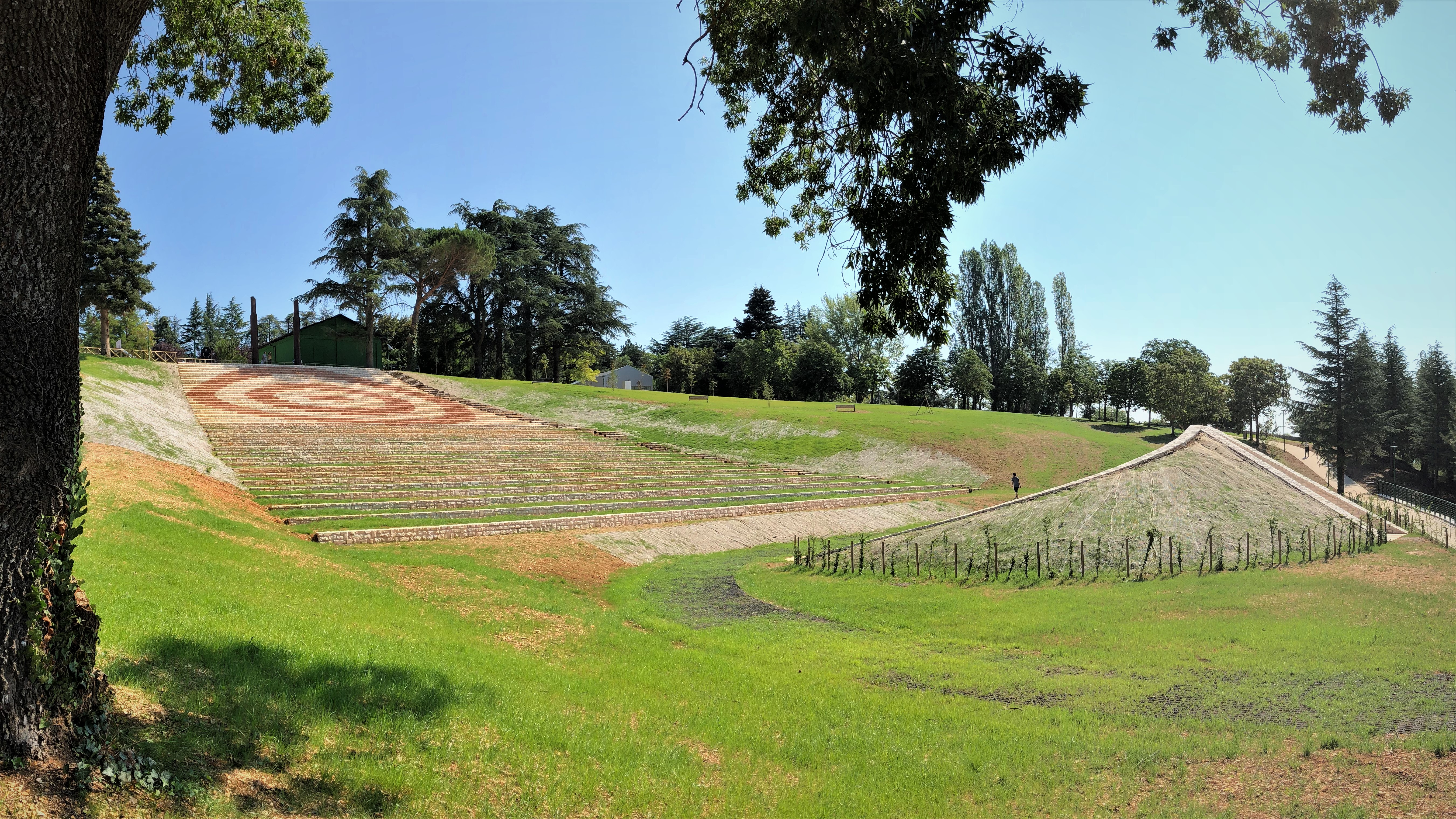
LAmphisculpture all'interno del parco.

Il parco del Sole de L'Aquila è situato nella parte meridionale del Collemaggio, appena fuori le mura dell'Aquila, sul declivio naturale che dalla parte alta del colle scende verso il fiume Aterno. È in un'area dal grande valore naturalistico essendo circondata dai giardini della Villa comunale ad ovest, dal parco di Collemaggio a nord e dal orto botanico dell'Università dell'Aquila ad est; verso sud il panorama si apre in direzione del gruppo montuoso di Monte Ocre-Monte Cagno.
Si estende su una superficie di quasi 4 ettari con unico ingresso dal piazzale di Collemaggio, a destra della basilica di Santa Maria di Collemaggio. Presenta un notevole dislivello altimetrico ed è suddiviso in tre settori principali: 
- l'area giochi nella prima porzione del Parco, attraversata da un viale centrale;
- l'area spettacoli nella cavea naturale all'estremità meridionale del parco, impreziosita dalla presenza dell'Amphisculpture, teatro all'aperto progettato dall'artista statunitense Beverly Pepper;
- l'area fitness nella porzione ad ovest del parco, dedicata alle attività ginniche.